# Óri Umesaka
Óri Umesaka (梅阪 鶯里, Umesaka Ōri, 1900–1965) byl významný japonský fotograf. Byl považován za hlavní postavu japonské fotografie v polovině 20. století.

## Kariéra
Umesaka vstoupil do Naniwa Photography Club v roce 1920. Svou práci poprvé veřejně vystavoval v listopadu 1922. V listopadu 1926 získal první cenu v prvním japonském velkém salonu fotografie . Byl zakládajícím členem fotografické skupiny Ginreisha zaměřené na inovativní techniky. Skupina, která byla založena v roce 1927, poprvé vystavovala v roce 1928, ale zanikla kolem roku 1930.

## Styl
Fotografie Umesaka z roku 1924 Smoking City byla v té době považována za neobvyklou pro japonskou fotografii, protože zobrazovala městsko-průmyslovou krajinu. Městské motivy se v japonské fotografii staly běžnými v pozdějších letech. Často pracoval s gumotisky, například v cyklech Smoking City a Bamboo Forest.